# Coco Bertin
 (mars 2025).
Motif : Notoriété ? Les sources secondaires n'y sont pas et les affirmations sont invérifiables car tout est primaire
- Archive Wikiwix
- Bing
- Cairn
- DuckDuckGo
- E. Universalis
- Gallica
- Google
- G. Books
- G. News
- G. Scholar
- Persée
- Qwant
- (zh) Baidu
- (ru) Yandex
- (wd) trouver des œuvres sur Wikidata

| 1. | Préciser le motif de la pose du bandeau. | Précisez le motif de la pose du bandeau en utilisant la syntaxe suivante : {{admissibilité à vérifier\|date=avril 2025\|motif=remplacez ce texte par le motif}}                  |
| 2. | Informer les utilisateurs concernés.     | Pensez à avertir le créateur de l'article, par exemple, en insérant le code ci-dessous sur sa page de discussion : {{subst:avertissement admissibilité à vérifier\|Coco Bertin}} |

Pour les articles homonymes, voir Bertin.
 (février 2025).
Si vous disposez d'ouvrages ou d'articles de référence ou si vous connaissez des sites web de qualité traitant du thème abordé ici, merci de compléter l'article en donnant les références utiles à sa vérifiabilité et en les liant à la section « Notes et références ».
 (février 2025).
La mise en forme du texte ne suit pas les recommandations de Wikipédia : il faut le « wikifier ».
Les points d'amélioration suivants sont les cas les plus fréquents :
- Les titres sont pré-formatés par le logiciel. Ils ne sont ni en capitales, ni en gras.
- Le texte ne doit pas être écrit en capitales (les noms de famille non plus), ni en gras, ni en italique, ni en « petit »…
- Le gras n'est utilisé que pour surligner le titre de l'article dans l'introduction, une seule fois.
- L'italique est rarement utilisé : mots en langue étrangère, titres d'œuvres, noms de bateaux, etc.
- Les citations ne sont pas en italique mais en corps de texte normal. Elles sont entourées par des guillemets français : « et ».
- Les listes à puces sont à éviter, des paragraphes rédigés étant largement préférés. Les tableaux sont à réserver à la présentation de données structurées (résultats, etc.).
- Les appels de note de bas de page (petits chiffres en exposant, introduits par l'outil «  Source ») sont à placer entre la fin de phrase et le point final[comme ça].
- Les liens internes (vers d'autres articles de Wikipédia) sont à choisir avec parcimonie. Créez des liens vers des articles approfondissant le sujet. Les termes génériques sans rapport avec le sujet sont à éviter, ainsi que les répétitions de liens vers un même terme.
- Les liens externes sont à placer uniquement dans une section « Liens externes », à la fin de l'article. Ces liens sont à choisir avec parcimonie suivant les règles définies. Si un lien sert de source à l'article, son insertion dans le texte est à faire par les notes de bas de page.
- La présentation des références doit suivre les conventions bibliographiques. Il est recommandé d'utiliser les modèles {{Ouvrage}}, {{Chapitre}}, {{Article}}, {{Lien web}} et/ou {{Bibliographie}}. Le mode d'édition visuel peut mettre en forme automatiquement les références.
- Insérer une infobox (cadre d'informations à droite) n'est pas obligatoire pour parachever la mise en page.

Pour une aide détaillée, merci de consulter Aide:Wikification.
Si vous pensez que ces points ont été résolus, vous pouvez retirer ce bandeau et améliorer la mise en forme d'un autre article.
Coco Bertin (né en octobre 1966) est un Camerounais engagé, reconnu pour ses contributions dans les domaines de l'éducation inclusive, de l'entrepreneuriat social et de la musique. Il est le cofondateur du Club des Jeunes Aveugles Réhabilités du Cameroun (CJARC) et d'autres institutions éducatives inclusives.

## Biographie

### Jeunesse et formation
Né en octobre 1966, Coco Bertin perd la vue à l’âge de 15 ans. En 1984, il rejoint le Réhabilitation Institute for the Blind (RIB) de Buea au Cameroun, où il obtient une attestation en braille anglais et français, orientation et mobilité, artisanat, vannerie, élevage et agriculture en 1986. Pendant cette période, il rencontre Martin Luther, son futur collaborateur et ami.

### Parcours éducatif
En quête de connaissances, Coco Bertin reprend ses études à 49 ans et obtient son BEPC en 2015. Il décroche ensuite une licence professionnelle en management des projets, un master en économie (option Management des projets) en 2022, et un master en science de l’éducation en 2023. Il est actuellement doctorant en science de l’éducation à la ICT University.

### Engagements professionnels et sociaux
Coco Bertin est cofondateur de plusieurs initiatives, dont :
- Le Club des Jeunes Aveugles Réhabilités du Cameroun (CJARC) ;
- L’École Primaire Bilingue Inclusive Louis Braille ;
- L’Institut de Formation Professionnelle Inclusive Coco Bertin.

En tant que Directeur Général du CJARC, il a coordonné de nombreux projets dans les domaines du numérique, de l’environnement, de l’éducation inclusive et de l’entrepreneuriat.

### Carrière musicale et littéraire
Passionné de musique, il a produit trois albums : Cécité (1999), Victoire (2005) et Surprise (2010). En 2011, il publie son premier livre intitulé À la poursuite d’un rêve, suivi de Représentations sociales des acteurs et inclusion scolaire des apprenants à besoins éducatifs spéciaux en 2023.

### Distinctions
Coco Bertin a été fait Docteur Honoris Causa en lettres humaines le 16 septembre 2023 à Los Angeles, devenant ainsi la première personne déficiente visuelle à recevoir cet honneur au Cameroun. Il a également reçu des awards pour son leadership et son engagement en faveur du développement .

## Vie personnelle
Marié et père de cinq enfants, Coco Bertin est un modèle de résilience et d’engagement en faveur des personnes en situation de handicap.

## Publications
| S/N | Publisher(s)/Journal(s) | Year          | Article/livre/Conference link or DOI | Titre |
| --- | --- | ------------- | ------------------------------------ | --- |
| 1   | Les Editions Clés | 2018          | livre                                | A la poursuite d’un rêve |
| 2   | Open Library Journal | 2022          | Article                              | Bilan des bâtiments publics et privés accessibles aux personnes en situation de handicap moteur et sensoriel dans la ville de Yaoundé (capitale politique du Cameroun)   |
| 3   | Les Éditions Monange | 2023          | livre                                | Les représentations sociales des acteurs et inclusion scolaire des apprenants à besoins éducatifs spéciaux                                                               |
| 4   | Éditions Universitaires Européennes                                                                                               | 2024          | livre                                | Environnement et Handicap : promouvoir un Développement inclusif pour une société plus résiliente aux risque et aléas                                                    |
| 5   | Défis et enjeux de l’inclusion sociale des personnes handicapées au Cameroun : Une analyse multisectorielle et interdisciplinaire | 2024          | Article                              | Représentations sociales des enseignants et inclusion Scolaire des apprenants en situation de handicap de l’école pilote Inclusive d’application de nkoldongo (Cameroun) |
| 6   | Défis et enjeux de l’inclusion sociale des personnes handicapées au Cameroun : Une analyse multisectorielle et interdisciplinaire | 2024          | Article                              | Programmes, manuels et évaluations scolaires : Obstacles à l’inclusion scolaire au Cameroun ?                                                                            |
| 7   | Revue Africaine des Sciences de l’Education et de la Formation                                                                    | November 2024 | Article                              | Mangement inclusif et performance organisationnelle : cas du club des jeunes réhabilités du Cameroun (CJARC)                                                             |

## Discographie
- Cécité (1999)
- Victoire (2005)
- Surprise (2010)